# Gérard Deschamps
Gérard Deschamps es un artista plástico francés nacido en 1937 en Lyon.

## Biografía
Nacido en Lyon, Gérard Deschamps vive allí hasta 1944, antes de instalarse en París donde vivirá hasta 1970. Autodidacta, su vocación por la pintura se manifiesta muy temprano y frecuenta las galerías de arte de la rue de Seine en París.
Expone sus obras a partir de 1955 en la galería Fachetti en París. Es en esa época cuando abandona la pintura al óleo que, según él, falta de flexibilidad, para dedicarse a colajes que incluyen fotos de objetos sacadas del catálogo Manufrance.
Es en 1957 cuando expone en la galería del Haut-Pavé en París sus primeros cuadros hechos con trapos y plegados que anuncian el Nuevo realismo. A principios de noviembre de 1957, es movilizado y mandado durante 27 meses en Argelia, donde participa en el contraataque de 1958 y en la operación “Jumelles”. Liberado en 1960, encuentra a Hains y a Villeglé e integra oficialmente el grupo de los Nuevos Realistas en 1961, un año después de su fundación oficial.
Con sus plegados, desea renovar los desbordamientos de tejidos, que, según él, “fueron los custodios del aliento del arte en Occidente, hasta en los periodos de decadencia, en efecto, qué sería la victoria de Samotracia sin su leve túnica mojada que hace de ello el ancestro de los coches comprimidos, realización última del plegado que me fue inspirada por mi falta de medios financieros.” Se especializa en los trapos, la ropa interior femenina, encontrados en casa de un trapero nombrado Chatton. Esos trapos, luego los tejidos de secado industriales japoneses invaden sus talleres en La Châtre y calle Gambetta en París. Por sus composiciones, a base de ropa interior femenina- por ejemplo Le Rose de la vie, ensamblaje de bragas, corsés, sostenes, fajas y ligas con dominante rosa- fue censurado varias veces.
En 1961, encuentra una nueva fuente de “tejidos” de recuperación en les Puces, las lonas de señalización del ejército estadounidense de colores fluorescentes, y también otra reserva en casa de un chatarrero de la Bastille. Expone también a partir de 1961 trapos japoneses y belgas provenientes de la publicidad, manteles de plásticos, patchworks… En ese mismo periodo, se vale de placas de blindaje y envolturas de metal que sirven para aislar los reactores de aviones, marcadas por irisaciones de calor.
En 1965, desarrollando sus metáforas militares, cree los “plátanos” con reja metálica plegada y colorada, que pueden medir hasta 8 metros de largo y recuerdan las recompensas militares. Inventa los efectos de tornasolado gracias a la superposición de las rejas metálicas.
En 1970, en ruptura con el mundo del arte parisino, Gérard Deschamps se instala en Berry, en La Châtre, en la casa de sus abuelos. Su actividad creadora sigue, y se expondrá de nuevo y regularmente a partir de 1978 en las muestras y las galerías parisinas y extranjeras.
A partir de 1980, atestigua la sociedad de ocios con sus panoplies lúdicas, hechas de ensamblajes de trajes de baño, de pelotas, de tablas de surf o de skate, que lo emparientan con artistas del Pop Art. En los años 1990, aparecen ensamblajes muy colorados de pelotas de playa amontonados en redes de pescar, y luego en 2001, de tablas de skate. Por fin, últimamente, expone sus Pneumostructures, ensamblajes, o no, de boyas salvavidas, colchones neumáticos u otras cosas vinculadas con el imaginario infantil.

## Principales exposiciones personales
- 1955: Galerie Fachetti, Paris
- 1957: Galerie Colette Allendy, Paris
- 1962: Galerie J, Paris; Galerie Ursula Girardon, Paris
- 1963: Galleria Appolinaire, Milan
- 1964: Galerie Florence Houston Brown, Paris
- 1965: Galerie Ad Libidum, Anvers
- 1966: Galleria l'Elefante, Venise
- 1979: Galerie Dominique Marches, Chateauroux
- 1988: Galerie Le Gall Peyroulet, Paris
- 1990: Galerie Le Gall Peyroulet, Paris
- 1991: Galerie Le Gall Peyroulet, Paris
- 1993: Galerie Der Spiegel, Cologne
- 1998: Fondation Cartier, Paris
- 1998: Galerie de La Châtre, Paris
- 2000: Galerie de La Châtre, Paris
- 2002: Galleria Peccolo Livorno; Galerie de La Châtre, Paris
- 2003: Musée de l'Hospice Saint Roch, Issoudun
- 2004: Musée des Beaux-Arts de Dole
- 2005: Château d'Ars La Châtre, Musée des Beaux-Arts d'Orléans, Galerie Gilles Peyroulet, Paris
- 2006: Le Safran Amiens
- 2007: Galerie de La Châtre, Paris
- 2008: Musee des ARTS DECORATIFS Paris
- 2009: "Châteauroue", manifestation d'art contemporain à Châteauroux, "solo show" fiac paris galerie Martine et Thibault de La Châtre
- 2011:"hommage a Gerard Deschamps " Galerie du Temps Present Creteil
- 2012  01 Wave Attack Galerie L Identité Remarquable  Orleans
- 2013  Gerard Deschamps/Hains  Musée de L Hospice Saint Roch  Issoudun
- 2013  Gerard Deschamps/Maucotel Lieu d Art Contemporain  Montlucon
- 2014  Gerard Deschamps   Ma Premiere Galerie  Paris
- 2016 Du Passé Au Present  Galerie Gilles Peyroulet  Paris
- 2018  Skate Boards et Street Art   Luxembourg Art Fair